# Alhamra
Alhamra (franska: Alhamra (CR), Alhamra (Commune Rurale), arabiska: مركز مقريصات) är en kommun i Marocko.   Den ligger i provinsen Tétouan och regionen Tanger-Tétouan-Al Hoceïma, i den norra delen av landet, 200 km nordost om huvudstaden Rabat. Antalet invånare är 10 156.